# میکائل تیلستروم
 میکائل تیلستروم (انگلیسی: Mikael Tillström؛ زاده ۵ مارس ۱۹۷۲) یک تنیس‌باز اهل سوئد است.